# Hannes Halldórsson
Hannes Þór Halldórsson (Reykjavík, 27 aprile 1984) è un regista ed ex calciatore islandese, di ruolo portiere.

## Biografia
Prima di intraprendere la carriera internazionale lavorava come regista presso Saga Film, una casa di produzioni islandese. Ha diretto video pubblicitari e musicali, tra i quali quello della canzone Never Forget di Greta Salóme e Jónsi, partecipante all'Eurovision Song Contest 2012. Il presidente della Saga Film gli ha comunque promesso che, quando appenderà gli scarpini al chiodo, potrà tornare al suo vecchio lavoro.

## Carriera

### Club
Halldórsson ha vestito le maglie di Leiknir e Afturelding, prima di passare allo Stjarnan. Ha militato poi nelle file del Fram Reykjavík e nel KR Reykjavík. Nel 2011, con quest'ultima casacca, si è aggiudicato il double ed è stato premiato come miglior calciatore del campionato islandese. Il 28 marzo 2012 è stato ufficializzato il suo passaggio in prestito ai norvegesi del Brann, fino al 1º maggio successivo. Questo a causa dell'infortunio subito da Piotr Leciejewski in occasione della prima partita valida per il campionato 2012, persa per 3-1 contro il Rosenborg.
È tornato poi al KR Reykjavík. Il 3 dicembre 2013, ha firmato per il Sandnes Ulf, legandosi con un contratto valido dal 1º gennaio 2014. Ha scelto la maglia numero 1. Il 6 luglio 2015, gli olandesi del N.E.C. hanno annunciato d'aver ingaggiato Halldórsson, che ha firmato un contratto biennale con la nuova squadra. L'11 marzo 2016 ha fatto ritorno in Norvegia, per giocare nel Bodø/Glimt in prestito fino al 18 luglio successivo. Vi rimane poco in quanto si trasferisce in Danimarca al Randers Football Club, dove rimarrà due anni. Dopo l'ottimo mondiale disputato con l'Islanda, viene acquistato dal Qarabag. Esordisce con il club azero il 26 settembre 2018 nella vittoria per 3-2 contro lo Zira.

### Nazionale
Halldórsson ha esordito con l'Islanda il 6 settembre 2011 in occasione della sfida vinta 1-0 contro Cipro. Viene convocato per gli Europei 2016 in Francia, dove risulta essere il portiere con più parate nel torneo, con ben 27 interventi.
Viene convocato anche ai Mondiali 2018 in Russia. Il 16 giugno, all'esordio della nazionale islandese nella competizione nello storico pareggio per 1-1 con la più quotata Argentina, si distingue per una prestazione di alto livello, parando un rigore a Lionel Messi e venendo premiato come "Man of the Match".
Dopo non essere riuscito a centrare la qualificazione a Euro 2020 a causa della sconfitta per 2-1 ai play-off contro l'Ungheria, l'8 settembre 2021, al termine della gara persa in casa con la Germania (0-4), valevole per le qualificazioni ai Mondiali 2022, annuncia il proprio ritiro dalla nazionale, con cui ha disputato 77 partite.

## Statistiche

### Presenze e reti nei club
Statistiche aggiornate al termine della carriera da calciatore.
| Stagione              | Squadra               | Campionato            | Campionato | Campionato         | Coppe nazionali | Coppe nazionali | Coppe nazionali | Coppe continentali | Coppe continentali | Coppe continentali | Altre coppe | Altre coppe | Altre coppe | Totale | Totale |
| Stagione              | Squadra               | Comp                  | Pres       | Reti               | Comp            | Pres            | Reti            | Comp               | Pres               | Reti               | Comp        | Pres        | Reti        | Pres   | Reti   |
| --------------------- | --------------------- | --------------------- | ---------- | ------------------ | --------------- | --------------- | --------------- | ------------------ | ------------------ | ------------------ | ----------- | ----------- | ----------- | ------ | ------ |
| 2007                  | Fram Reykjavík        | BD                    | 18         | -31                | BK+DB           | 0               | 0               | -                  | -                  | -                  | -           | -           | -           | 18     | -31    |
| 2008                  | Fram Reykjavík        | BD                    | 22         | -21                | BK+DB           | 0               | 0               | -                  | -                  | -                  | -           | -           | -           | 22     | -21    |
| 2009                  | Fram Reykjavík        | BD                    | 22         | -32                | BK+DB           | 1+0             | -2+0            | -                  | -                  | -                  | -           | -           | -           | 23     | -34    |
| 2010                  | Fram Reykjavík        | BD                    | 22         | -35                | BK+DB           | 0+1             | 0 + -2          | UEL                | 4                  | -5                 | -           | -           | -           | 27     | -42    |
| Totale Fram Reykjavík | Totale Fram Reykjavík | Totale Fram Reykjavík | 84         | -119               |                 | 2               | -4              |                    | 4                  | -5                 |             | -           | -           | 90     | -128   |
| 2011                  | KR Reykjavík          | BD                    | 22         | -22                | BK+DB           | 1+0             | 0+0             | -                  | -                  | -                  | -           | -           | -           | 23     | -22    |
| mar.-mag. 2012        | Brann                 | TL                    | 1          | -1                 | NM              | 1               | -1              | -                  | -                  | -                  | -           | -           | -           | 2      | -2     |
| 2012                  | KR Reykjavík          | BD                    | 21         | -27                | BK+DB           | 1+0             | -1+0            | UEL                | 6                  | -10                | -           | -           | -           | 28     | -37    |
| 2013                  | KR Reykjavík          | BD                    | 20         | -22                | BK+DB           | 3+7             | -2 + -8         | UCL+UEL            | 1+3                | -7 + -3            | -           | -           | -           | 34     | -42    |
| Totale KR Reykjavík   | Totale KR Reykjavík   | Totale KR Reykjavík   | 63         | -71                |                 | 12              | -11             |                    | 10                 | -20                |             | -           | -           | 85     | -102   |
| 2014                  | Sandnes Ulf           | TL                    | 30         | -53                | NM              | 1               | -1              | -                  | -                  | -                  | -           | -           | -           | 31     | -54    |
| 2015                  | Sandnes Ulf           | OL                    | 15         | -16                | NM              | 2               | -4              | -                  | -                  | -                  | -           | -           | -           | 17     | -20    |
| Totale Sandnes Ulf    | Totale Sandnes Ulf    | Totale Sandnes Ulf    | 45         | -69                |                 | 3               | -5              |                    | -                  | -                  |             | -           | -           | 48     | -74    |
| 2015-mar. 2016        | N.E.C.                | ED                    | 8          | -8                 | CO              | 1               | 0               | -                  | -                  | -                  | -           | -           | -           | 9      | -8     |
| mar.-lug. 2016        | Bodø/Glimt            | TL                    | 14         | -19                | NM              | 2               | -4              | -                  | -                  | -                  | -           | -           | -           | 16     | -23    |
| 2016-2017             | Randers               | SL                    | 25+5+4+1   | -30 + -1 + -2 + -3 | DP              | 0               | 0               | -                  | -                  | -                  | -           | -           | -           | 35     | -36    |
| 2017-2018             | Randers               | SL                    | 25+5+4     | -45 + -5 + -3      | DP              | 0               | 0               | -                  | -                  | -                  | -           | -           | -           | 34     | -53    |
| Totale Randers        | Totale Randers        | Totale Randers        | 50+19      | -75 + -14          |                 | 0               | 0               |                    | -                  | -                  |             | -           | -           | 69     | -89    |
| 2018-apr. 2019        | Qarabağ               | PL                    | 4          | -4                 | AK              | 0               | 0               | UCL+UEL            | 2+2                | -2 + -6            | -           | -           | -           | 8      | -12    |
| apr.-set. 2019        | Valur                 | BD                    | 18         | -17                | BK+DB           | 2+2             | -2 + -3         | UCL+UEL            | 2+1                | -5 + -2            | -           | -           | -           | 25     | -29    |
| 2021                  | Valur                 | BD                    | 21         | -26                | BK+DB           | 0+5             | 0 + -6          | UCL+UECL           | 2+2                | -5 + -6            | -           | -           | -           | 30     | -43    |
| Totale Valur          | Totale Valur          | Totale Valur          | 39         | -43                |                 | 9               | -11             |                    | 7                  | -18                |             | -           | -           | 55     | -72    |
| 2022                  | Víkingur              | BD                    | -          | -                  | BK+DB           | -               | -               | -                  | -                  | -                  | -           | -           | -           | -      | -      |
| Totale carriera       | Totale carriera       | Totale carriera       | 357        | -423               |                 | 30              | -36             |                    | 25                 | -51                |             | -           | -           | 412    | -510   |

### Cronologia presenze e reti in nazionale
| Cronologia completa delle presenze e delle reti in nazionale ― Islanda | Cronologia completa delle presenze e delle reti in nazionale ― Islanda | Cronologia completa delle presenze e delle reti in nazionale ― Islanda | Cronologia completa delle presenze e delle reti in nazionale ― Islanda | Cronologia completa delle presenze e delle reti in nazionale ― Islanda | Cronologia completa delle presenze e delle reti in nazionale ― Islanda | Cronologia completa delle presenze e delle reti in nazionale ― Islanda | Cronologia completa delle presenze e delle reti in nazionale ― Islanda |
| Data                                                                   | Città                                                                  | In casa                                                                | Risultato                                                              | Ospiti                                                                 | Competizione                                                           | Reti                                                                   | Note                                                                   |
| ---------------------------------------------------------------------- | ---------------------------------------------------------------------- | ---------------------------------------------------------------------- | ---------------------------------------------------------------------- | ---------------------------------------------------------------------- | ---------------------------------------------------------------------- | ---------------------------------------------------------------------- | ---------------------------------------------------------------------- |
| 6-9-2011                                                               | Reykjavík                                                              | Islanda                                                                | 1 – 0                                                                  | Cipro                                                                  | Qual. Euro 2012                                                        | -                                                                      |                                                                        |
| 24-2-2012                                                              | Osaka                                                                  | Giappone                                                               | 3 – 1                                                                  | Islanda                                                                | Amichevole                                                             | -1                                                                     | 46’                                                                    |
| 27-5-2012                                                              | Valenciennes                                                           | Francia                                                                | 3 – 2                                                                  | Islanda                                                                | Amichevole                                                             | -3                                                                     | 66’                                                                    |
| 30-5-2012                                                              | Göteborg                                                               | Svezia                                                                 | 3 – 2                                                                  | Islanda                                                                | Amichevole                                                             | -3                                                                     |                                                                        |
| 7-9-2012                                                               | Reykjavík                                                              | Islanda                                                                | 2 – 0                                                                  | Norvegia                                                               | Qual. Mondiali 2014                                                    | -                                                                      |                                                                        |
| 11-9-2012                                                              | Larnaca                                                                | Cipro                                                                  | 1 – 0                                                                  | Islanda                                                                | Qual. Mondiali 2014                                                    | -1                                                                     |                                                                        |
| 12-10-2012                                                             | Tirana                                                                 | Albania                                                                | 1 – 2                                                                  | Islanda                                                                | Qual. Mondiali 2014                                                    | -1                                                                     |                                                                        |
| 16-10-2012                                                             | Reykjavík                                                              | Islanda                                                                | 0 – 2                                                                  | Svizzera                                                               | Qual. Mondiali 2014                                                    | -2                                                                     |                                                                        |
| 14-11-2012                                                             | Aixovall                                                               | Andorra                                                                | 0 – 2                                                                  | Islanda                                                                | Amichevole                                                             | -                                                                      | 46’                                                                    |
| 6-2-2013                                                               | Marbella                                                               | Islanda                                                                | 0 – 2                                                                  | Russia                                                                 | Amichevole                                                             | -2                                                                     |                                                                        |
| 22-3-2013                                                              | Lubiana                                                                | Slovenia                                                               | 1 – 2                                                                  | Islanda                                                                | Qual. Mondiali 2014                                                    | -1                                                                     |                                                                        |
| 7-6-2013                                                               | Reykjavík                                                              | Islanda                                                                | 2 – 4                                                                  | Slovenia                                                               | Qual. Mondiali 2014                                                    | -4                                                                     |                                                                        |
| 6-9-2013                                                               | Berna                                                                  | Svizzera                                                               | 4 – 4                                                                  | Islanda                                                                | Qual. Mondiali 2014                                                    | -4                                                                     |                                                                        |
| 10-9-2013                                                              | Reykjavík                                                              | Islanda                                                                | 2 – 1                                                                  | Albania                                                                | Qual. Mondiali 2014                                                    | -1                                                                     |                                                                        |
| 11-10-2013                                                             | Reykjavík                                                              | Islanda                                                                | 2 – 0                                                                  | Cipro                                                                  | Qual. Mondiali 2014                                                    | -                                                                      |                                                                        |
| 15-10-2013                                                             | Oslo                                                                   | Norvegia                                                               | 1 – 1                                                                  | Islanda                                                                | Qual. Mondiali 2014                                                    | -1                                                                     |                                                                        |
| 15-11-2013                                                             | Reykjavík                                                              | Islanda                                                                | 0 – 0                                                                  | Croazia                                                                | Qual. Mondiali 2014                                                    | -                                                                      |                                                                        |
| 19-11-2013                                                             | Zagabria                                                               | Croazia                                                                | 2 – 0                                                                  | Islanda                                                                | Qual. Mondiali 2014                                                    | -2                                                                     |                                                                        |
| 21-1-2014                                                              | Reykjavík                                                              | Islanda                                                                | 0 – 2                                                                  | Svezia                                                                 | Amichevole                                                             | -2                                                                     |                                                                        |
| 5-3-2014                                                               | Cardiff                                                                | Galles                                                                 | 3 – 1                                                                  | Islanda                                                                | Amichevole                                                             | -3                                                                     |                                                                        |
| 30-5-2014                                                              | Innsbruck                                                              | Austria                                                                | 1 – 1                                                                  | Islanda                                                                | Amichevole                                                             | -1                                                                     |                                                                        |
| 9-9-2014                                                               | Reykjavík                                                              | Islanda                                                                | 3 – 0                                                                  | Turchia                                                                | Qual. Euro 2016                                                        | -                                                                      |                                                                        |
| 10-10-2014                                                             | Riga                                                                   | Lettonia                                                               | 0 – 3                                                                  | Islanda                                                                | Qual. Euro 2016                                                        | -                                                                      |                                                                        |
| 13-10-2014                                                             | Reykjavík                                                              | Islanda                                                                | 2 – 0                                                                  | Paesi Bassi                                                            | Qual. Euro 2016                                                        | -                                                                      |                                                                        |
| 16-11-2014                                                             | Plzeň                                                                  | Rep. Ceca                                                              | 2 – 1                                                                  | Islanda                                                                | Qual. Euro 2016                                                        | -2                                                                     | aut.                                                                   |
| 16-1-2015                                                              | Orlando                                                                | Canada                                                                 | 1 – 2                                                                  | Islanda                                                                | Amichevole                                                             | -                                                                      | 65’                                                                    |
| 28-3-2015                                                              | Astana                                                                 | Kazakistan                                                             | 0 – 3                                                                  | Islanda                                                                | Qual. Euro 2016                                                        | -                                                                      |                                                                        |
| 12-6-2015                                                              | Reykjavík                                                              | Islanda                                                                | 2 – 1                                                                  | Rep. Ceca                                                              | Qual. Euro 2016                                                        | -1                                                                     |                                                                        |
| 3-9-2015                                                               | Amsterdam                                                              | Paesi Bassi                                                            | 0 – 1                                                                  | Islanda                                                                | Qual. Euro 2016                                                        | -                                                                      |                                                                        |
| 6-9-2015                                                               | Reykjavík                                                              | Islanda                                                                | 0 – 0                                                                  | Kazakistan                                                             | Qual. Euro 2016                                                        | -                                                                      |                                                                        |
| 10-10-2015                                                             | Reykjavík                                                              | Islanda                                                                | 2 – 2                                                                  | Lettonia                                                               | Qual. Euro 2016                                                        | -2                                                                     |                                                                        |
| 29-3-2016                                                              | Il Pireo                                                               | Grecia                                                                 | 2 – 3                                                                  | Islanda                                                                | Amichevole                                                             | -                                                                      | 46’                                                                    |
| 6-6-2016                                                               | Reykjavík                                                              | Islanda                                                                | 4 – 0                                                                  | Liechtenstein                                                          | Amichevole                                                             | -                                                                      |                                                                        |
| 14-6-2016                                                              | Saint-Étienne                                                          | Portogallo                                                             | 1 – 1                                                                  | Islanda                                                                | Euro 2016 - 1º turno                                                   | -1                                                                     |                                                                        |
| 18-6-2016                                                              | Marsiglia                                                              | Islanda                                                                | 1 – 1                                                                  | Ungheria                                                               | Euro 2016 - 1º turno                                                   | -1                                                                     |                                                                        |
| 22-6-2016                                                              | Saint-Denis                                                            | Islanda                                                                | 2 – 1                                                                  | Austria                                                                | Euro 2016 - 1º turno                                                   | -1                                                                     | 83’                                                                    |
| 27-6-2016                                                              | Nizza                                                                  | Inghilterra                                                            | 1 – 2                                                                  | Islanda                                                                | Euro 2016 - Ottavi di finale                                           | -1                                                                     |                                                                        |
| 3-7-2016                                                               | Saint-Denis                                                            | Francia                                                                | 5 – 2                                                                  | Islanda                                                                | Euro 2016 - Quarti di finale                                           | -5                                                                     |                                                                        |
| 5-9-2016                                                               | Kiev                                                                   | Ucraina                                                                | 1 – 1                                                                  | Islanda                                                                | Qual. Mondiali 2018                                                    | -1                                                                     |                                                                        |
| 9-10-2017                                                              | Reykjavík                                                              | Islanda                                                                | 2 – 0                                                                  | Turchia                                                                | Qual. Mondiali 2018                                                    | -                                                                      |                                                                        |
| 12-11-2016                                                             | Zagabria                                                               | Croazia                                                                | 2 – 0                                                                  | Islanda                                                                | Qual. Mondiali 2018                                                    | -2                                                                     |                                                                        |
| 10-1-2017                                                              | Nanning                                                                | Cina                                                                   | 0 – 2                                                                  | Islanda                                                                | Amichevole                                                             | -                                                                      |                                                                        |
| 24-3-2017                                                              | Scutari                                                                | Kosovo                                                                 | 1 – 2                                                                  | Islanda                                                                | Qual. Mondiali 2018                                                    | -1                                                                     |                                                                        |
| 11-6-2017                                                              | Reykjavík                                                              | Islanda                                                                | 1 – 0                                                                  | Croazia                                                                | Qual. Mondiali 2018                                                    | -                                                                      |                                                                        |
| 2-9-2017                                                               | Tampere                                                                | Finlandia                                                              | 1 – 0                                                                  | Islanda                                                                | Qual. Mondiali 2018                                                    | -1                                                                     |                                                                        |
| 5-9-2017                                                               | Reykjavík                                                              | Islanda                                                                | 2 – 0                                                                  | Ucraina                                                                | Qual. Mondiali 2018                                                    | -                                                                      |                                                                        |
| 6-10-2017                                                              | Eskişehir                                                              | Turchia                                                                | 0 – 3                                                                  | Islanda                                                                | Qual. Mondiali 2018                                                    | -                                                                      |                                                                        |
| 9-10-2017                                                              | Reykjavík                                                              | Islanda                                                                | 2 – 0                                                                  | Kosovo                                                                 | Qual. Mondiali 2018                                                    | -                                                                      |                                                                        |
| 7-6-2018                                                               | Reykjavík                                                              | Islanda                                                                | 2 – 2                                                                  | Ghana                                                                  | Amichevole                                                             | -2                                                                     | cap.                                                                   |
| 16-6-2018                                                              | Mosca                                                                  | Argentina                                                              | 1 – 1                                                                  | Islanda                                                                | Mondiali 2018 - 1º turno                                               | -1                                                                     |                                                                        |
| 22-6-2018                                                              | Volgograd                                                              | Nigeria                                                                | 2 – 0                                                                  | Islanda                                                                | Mondiali 2018 - 1º turno                                               | -2                                                                     |                                                                        |
| 26-6-2018                                                              | Rostov                                                                 | Islanda                                                                | 1 – 2                                                                  | Croazia                                                                | Mondiali 2018 - 1º turno                                               | -2                                                                     |                                                                        |
| 8-9-2018                                                               | San Gallo                                                              | Svizzera                                                               | 6 – 0                                                                  | Islanda                                                                | UEFA Nations League 2018-2019 - 1º turno                               | -6                                                                     |                                                                        |
| 11-9-2018                                                              | Reykjavík                                                              | Islanda                                                                | 0 – 3                                                                  | Belgio                                                                 | UEFA Nations League 2018-2019 - 1º turno                               | -3                                                                     |                                                                        |
| 11-10-2018                                                             | Guingamp                                                               | Francia                                                                | 2 – 2                                                                  | Islanda                                                                | Amichevole                                                             | -2                                                                     | 46’ 77’                                                                |
| 15-10-2018                                                             | Reykjavík                                                              | Islanda                                                                | 1 – 2                                                                  | Svizzera                                                               | UEFA Nations League 2018-2019 - 1º turno                               | -2                                                                     |                                                                        |
| 15-11-2018                                                             | Bruxelles                                                              | Belgio                                                                 | 2 – 0                                                                  | Islanda                                                                | UEFA Nations League 2018-2019 - 1º turno                               | -2                                                                     |                                                                        |
| 22-3-2019                                                              | Andorra la Vella                                                       | Andorra                                                                | 0 – 2                                                                  | Islanda                                                                | Qual. Euro 2020                                                        | -                                                                      |                                                                        |
| 25-3-2019                                                              | Saint-Denis                                                            | Francia                                                                | 4 – 0                                                                  | Islanda                                                                | Qual. Euro 2020                                                        | -4                                                                     |                                                                        |
| 8-6-2019                                                               | Reykjavík                                                              | Islanda                                                                | 1 – 0                                                                  | Albania                                                                | Qual. Euro 2020                                                        | -                                                                      |                                                                        |
| 11-6-2019                                                              | Reykjavík                                                              | Islanda                                                                | 2 – 1                                                                  | Turchia                                                                | Qual. Euro 2020                                                        | -1                                                                     |                                                                        |
| 7-9-2019                                                               | Reykjavík                                                              | Islanda                                                                | 3 – 0                                                                  | Moldavia                                                               | Qual. Euro 2020                                                        | -                                                                      |                                                                        |
| 10-9-2019                                                              | Elbasan                                                                | Albania                                                                | 4 – 2                                                                  | Islanda                                                                | Qual. Euro 2020                                                        | -4                                                                     |                                                                        |
| 11-10-2019                                                             | Reykjavík                                                              | Islanda                                                                | 0 – 1                                                                  | Francia                                                                | Qual. Euro 2020                                                        | -1                                                                     |                                                                        |
| 14-10-2019                                                             | Reykjavík                                                              | Islanda                                                                | 2 – 0                                                                  | Andorra                                                                | Qual. Euro 2020                                                        | -                                                                      |                                                                        |
| 14-11-2019                                                             | Istanbul                                                               | Turchia                                                                | 0 – 0                                                                  | Islanda                                                                | Qual. Euro 2020                                                        | -                                                                      |                                                                        |
| 17-11-2019                                                             | Chișinău                                                               | Moldavia                                                               | 1 – 2                                                                  | Islanda                                                                | Qual. Euro 2020                                                        | -1                                                                     |                                                                        |
| 15-1-2020                                                              | Irvine                                                                 | Canada                                                                 | 0 – 1                                                                  | Islanda                                                                | Amichevole                                                             | -                                                                      |                                                                        |
| 20-1-2020                                                              | Irvine                                                                 | El Salvador                                                            | 0 – 1                                                                  | Islanda                                                                | Amichevole                                                             | -                                                                      |                                                                        |
| 5-9-2020                                                               | Reykjavík                                                              | Islanda                                                                | 0 – 1                                                                  | Inghilterra                                                            | UEFA Nations League 2020-2021 - 1º turno                               | -1                                                                     |                                                                        |
| 8-10-2020                                                              | Reykjavík                                                              | Islanda                                                                | 2 – 1                                                                  | Romania                                                                | Qual. Euro 2020                                                        | -1                                                                     |                                                                        |
| 11-10-2020                                                             | Reykjavík                                                              | Islanda                                                                | 0 – 3                                                                  | Danimarca                                                              | UEFA Nations League 2020-2021 - 1º turno                               | -3                                                                     |                                                                        |
| 12-11-2020                                                             | Budapest                                                               | Ungheria                                                               | 2 – 1                                                                  | Islanda                                                                | Qual. Euro 2020                                                        | -2                                                                     |                                                                        |
| 18-11-2020                                                             | Londra                                                                 | Inghilterra                                                            | 4 – 0                                                                  | Islanda                                                                | UEFA Nations League 2020-2021 - 1º turno                               | -2                                                                     | 46’                                                                    |
| 25-3-2021                                                              | Duisburg                                                               | Germania                                                               | 3 – 0                                                                  | Islanda                                                                | Qual. Mondiali 2022                                                    | -3                                                                     |                                                                        |
| 28-3-2021                                                              | Erevan                                                                 | Armenia                                                                | 2 – 0                                                                  | Islanda                                                                | Qual. Mondiali 2022                                                    | -2                                                                     |                                                                        |
| 8-9-2021                                                               | Reykjavík                                                              | Islanda                                                                | 0 – 4                                                                  | Germania                                                               | Qual. Mondiali 2022                                                    | -4                                                                     |                                                                        |
| Totale                                                                 |                                                                        | Presenze (13º posto)                                                   | 77                                                                     |                                                                        | Reti                                                                   | -102                                                                   |                                                                        |

## Palmarès

### Club

#### Competizioni nazionali
- Campionato islandese: 2

KR Reykjavík: 2011, 2013
- Coppa d'Islanda: 2

KR Reykjavík: 2011, 2012
- Deildabikar: 1

KR Reykjavík: 2012
- Supercoppa d'Islanda: 1

KR Reykjavík: 2012